# بيست أبعلي (أبعلي)
بيست أبعلي (بالفارسية: پیست اسکی آبعلی) هي مستوطنة تقع في إيران في قسم أبعلي الريفي. يقدر عدد سكانها بـ 20 نسمة .